# Olstorp
Olstorp is een plaats in de gemeente Lerum in het landschap Västergötland en de provincie Västra Götalands län in Zweden. De plaats heeft 1017 inwoners (2005) en een oppervlakte van 160 hectare.